# Избирательные блоки на Украине

## Выборы 2007
В выборах 2007 года зарегистрировалось 10 блоков политических партий, включающих в себя 32 партии:
1. «Блок Литвина» (Блок Литвина) — зарегистрирован 11 августа, 260 кандидатов, («Пятёрка»: Владимир Литвин, Сергей Гриневецкий, Николай Деркач, Алексей Гаркуша, Виктор Пилипишин), блок включает:
  1. Народная партия (Народна партія)
  2. Трудовая партия Украины (Трудова партія України)
2. Блок «Наша Украина — Народная Самооборона» (Блок «Наша Україна — Народна Самооборона») — зарегистрирован 11 августа, 410 кандидатов, («Пятёрка»: Юрий Луценко, Вячеслав Кириленко, Арсений Яценюк, Анатолий Гриценко, Николай Катеринчук), блок включает:
  1. Европейская партия Украины (Європейська партія України)
  2. Народный рух Украины (Народний Рух України)
  3. Народный Союз «Наша Украина» (НСНУ) (Народний Союз «Наша Україна»)
  4. Партия защитников отечества (Партія захисників Вітчизни)
  5. Партия Христианско-демократический союз (ХДС) (Партія Християнсько-Демократичний Союз)
  6. Политическая партия Вперёд, Украина! (Політична партія «Вперед, Україно!»)
  7. Украинская народная партия (УНП) (Українська Народна Партія)
  8. Украинская республиканская партия «Собор» (Українська республіканська партія «Собор»)
3. «Блок Юлии Тимошенко» (Блок Юлії Тимошенко) — зарегистрирован 15 августа, 450 кандидатов, («Пятёрка»: Юлия Тимошенко, Александр Турчинов, Николай Томенко, Осип Винский, Андрей Шевченко), блок включает:
  1. Всеукраинское объединение «Батькивщина» (Всеукраїнське об`єднання «Батьківщина»)
  2. Партия «Реформы и порядок» (ПРП) (Партія «Реформи і порядок»)
  3. Украинская социал-демократическая партия (УСДП) (Українська соціал-демократична партія)
4. Блок «Всеукраинская громада» (Блок «Всеукраїнська громада») — зарегистрирован 22 августа, 84 кандидата, («Пятёрка»: Лидия Поречкина, Фёдор Моргун, Василий Петринюк, Анатолий Авдеевский, Владимир Кожан), блок включает:
  1. Всеукраинская партия мира и единства (Всеукраїнська партія Миру і Єдності)
  2. Партия Национально-демократическое объединение «Украина» (Партія «Національно-демократичне об`єднання „Україна“»)
  3. Политическая партия малого и среднего бизнеса Украины (Політична партія малого і середнього бізнесу України)
  4. Политическая партия «Совесть Украины» (Політична партія «Совість України»)
5. «Избирательный блок Людмилы Супрун — Украинский региональный актив» (Виборчий блок Людмили Супрун — Український Регіональний Актив) — зарегистрирован 23 августа, 346 кандидатов, («Пятёрка»: Людмила Супрун, Сергей Куницын, Олег Дёмин, Сергей Татусяк, Татьяна Тимочко), блок включает:
  1. Демократическая партия Украины (Демократична партія України)
  2. Народно-демократическая партия (НДП) (Народно-демократична партія)
  3. Республиканская христианская партия (Республіканська Християнська партія)
6. «Селянский блок «Аграрная Украина»» (Селянський блок «Аграрна Україна») — зарегистрирован 23 августа, 94 кандидата, («Пятёрка»: Александр Яворский, Николай Рогуцкий, Владимир Степахно, Санан Алекперов, Василий Омельчук), блок включает:
  1. Партия возрождения села (Партія відродження села)
  2. Политическая партия «Народная партия Новая Украина» (Політична партія «Народна партія Нова Україна»)
  3. Украинская селянская демократическая партия (Українська селянська демократична партія)
7. «Украинский народный блок» (Український народний блок) — зарегистрирован 25 августа, 169 кандидатов, («Пятёрка»: Татьяна Яхеева, Михаил Уманец, Владимир Черняк, Василий Шевчук, Николай Баранюк), блок включает:
  1. Всеукраинская Чернобыльская Народная партия «За достаток и социальную защиту народа» (Всеукраїнська Чорнобильська Народна партія «За добробут та соціальний захист народу»)
  2. Политическая партия «Украина соборная» (Політична партія «Україна Соборна»)
8. «Блок партий пенсионеров Украины» (Блок партій пенсіонерів України) — зарегистрирован 26 августа, 50 кандидатов, («Пятёрка»: Феликс Петросян, Владимир Хмельницкий, Сергей Усольцев, Людмила Герасимова, Татьяна Нагорная), блок включает:
  1. Партия защиты пенсионеров Украины (Партія захисту пенсіонерів України)
  2. Партия пенсионеров Украины (Партія пенсіонерів України)
9. Избирательный блок политических партий «КУЧМА» (Конституция-Украина-Честь-Мир-Антифашизм) (Виборчий блок політичних партій «КУЧМА» (Конституція-Україна-Честь-Мир-Антифашизм)) — зарегистрирован 26 августа, 157 кандидатов, («Пятёрка»: Александр Волков, Александр Задорожный, Лев Миримский, Виктор Головко, Виктор Развадовский), блок включает:
  1. Партия «Союз» (Партія «Союз»)
  2. Политическая партия «Всеукраинское объединение «Центр»» (Політична партія «Всеукраїнське об`єднання „Центр“»)
10. Блок «Христианский блок» (Блок «Християнський блок») — зарегистрирован 27 августа, 178 кандидатов, («Пятёрка»: Сергей Балюк, Антон Ружицкий, Зоя Выборная, Анатолий Кашуба, Владимир Горбачёв), блок включает:
  1. Всеукраинская Политическая партия - Экология и Социальная защита (Всеукраїнська Політична партія — Екологія та Соціальний захист)
  2. Социально-Христианская Партия (Соціально-Християнська Партія)

## Выборы 2006
В выборах участвовало 17 блоков, включающих в себя 50 политических партий. В Верховную Раду Украины прошли 2 блока:
- Блок «НАША УКРАИНА»
- Блок Юлии Тимошенко

| №  | краткое       | полное название                                             | председатель                                    | состав | регистрация |
| -- | ------------- | ----------------------------------------------------------- | ----------------------------------------------- | --- | ----------- |
| 1  |               | Блок Натальи Витренко «Народная оппозиция»                  | Витренко, Наталья Михайловна                    | Партия «Русско-украинский Союз» (РУСЬ), Прогрессивная социалистическая партия Украины | 17.12.2005  |
| 2  |               | «Блок Лазаренко»                                            | Лазаренко, Павел Иванович                       | Партия «Социал-Демократический Союз» (СДС), Политическая партия «Всеукраинское объединение „Громада“» | 20.12.2005  |
| 3  | НУ            | Блок «НАША УКРАИНА»                                         | Ехануров, Юрий Иванович                         | Конгресс Украинских Националистов, Народный рух Украины, Партия промышленников и предпринимателей Украины, Партия Христианско-Демократический Союз, Политическая партия Народный Союз «Наша Украина», Украинская республиканская партия «Собор» | 12.12.2005  |
| 4  | НБЛ           | «Народный блок Литвина»                                     | Литвин, Владимир Михайлович                     | Народная партия, Партия Всеукраинского объединения левых «Справедливость», Украинская селянская демократическая партия | 22.10.2005  |
| 5  | БЮТ           | «Блок Юлии Тимошенко»                                       | Тимошенко, Юлия Владимировна                    | Всеукраинское объединение «Батькивщина», Украинская социал-демократическая партия | 26.12.2005  |
| 6  |               | Избирательный блок: «Блок Бориса Олейника и Михаила Сироты» | Олейник, Борис Ильич, Сирота, Михаил Дмитриевич | Политическая партия «Информационная Украина», Политическая партия «Партия Здоровья», Трудовая партия Украины | 11.12.2005  |
| 7  |               | Избирательный блок «Евгений Марчук — „Единство“»            | Марчук, Евгений Кириллович                      | Партия Свободы, Партия «Солидарность женщин Украины», Украинская партия «Единство» | 10.12.2005  |
| 8  | Не Так!       | «Оппозиционный блок НЕ ТАК!»                                | Кравчук, Леонид Макарович                       | «Женщины за будущее», Всеукраинское политическое объединение, Политическая партия «Всеукраинское объединение „Центр“», Республиканская партия Украины, Социал-демократическая партия Украины (объединённая)                                     | 25.12.2005  |
| 9  |               | Украинский Народный Блок Костенко и Плюща                   | Костенко, Юрий Иванович, Плющ, Иван Степанович  | Партия вольных селян и предпринимателей Украины, Политическая партия «Украина Соборная», Украинская Народная Партия | 09.12.2005  |
| 10 | НДП           | Блок НДП                                                    | Супрун Людмила Павловна                         | Демократическая партия Украины, Народно-демократическая партия, Христианско-демократическая партия Украины, Христианско-либеральная партия Украины                                                                                              | 18.12.2005  |
| 11 |               | Избирательный блок «Держава — Трудовой Союз»                | Якибчук Мирослав Ильич                          | Всеукраинская партия трудящихся, Политическая партия «Держава» | 30.12.2005  |
| 12 | За Союз       | Избирательный блок политических партий «ЗА СОЮЗ»            | Гошовский Владимир Сергеевич                    | Партия «Социалистическая Украина», Партия «Союз», Политическая партия «Отечество», Славянская партия | 18.12.2005  |
| 13 | Власть народу | Избирательный блок «Власть народу»                          | Ващенко Александр Михайлович                    | Всеукраинская партия духовности и патриотизма, Всеукраинская Чернобыльская Народная Партия «За благополучие и социальную защиту народа», Партия защиты пенсионеров Украины                                                                      | 30.12.2005  |
| 14 | Пора-ПРП      | «Гражданский блок ПОРА-ПРП»                                 | Кличко, Виталий Владимирович                    | Гражданская партия «Пора!», Партия «Реформы и Порядок» | 29.12.2005  |
| 15 |               | Блок «Патриоты Украины»                                     | Габер Николай Александрович                     | Патриотическая партия Украины, Украинская Национальная Консервативная партия | 14.12.2005  |
| 16 |               | «Блок Юрия Кармазина»                                       | Кармазин Юрий Анатольевич                       | Всеукраинская партия Мира и Единства, Партия защитников Отечества, Партия "Национально-демократическое объединение «Украина» | 16.12.2005  |
| 17 | Солнце        | Блок Беспартийных «Солнце»                                  | Ржавский Александр Николаевич                   | Всеукраинское политическое объединение «Единая Семья», Партия «Женщины Украины» | 19.12.2005  |